# Mora, Bồ Đào Nha
Mora là một huyện thuộc tỉnh Évora, Bồ Đào Nha. Huyện này có diện tích 444 km², dân số thời điểm năm 2001 là 5788 người.